# The Beauty and the Beast (Gesang)

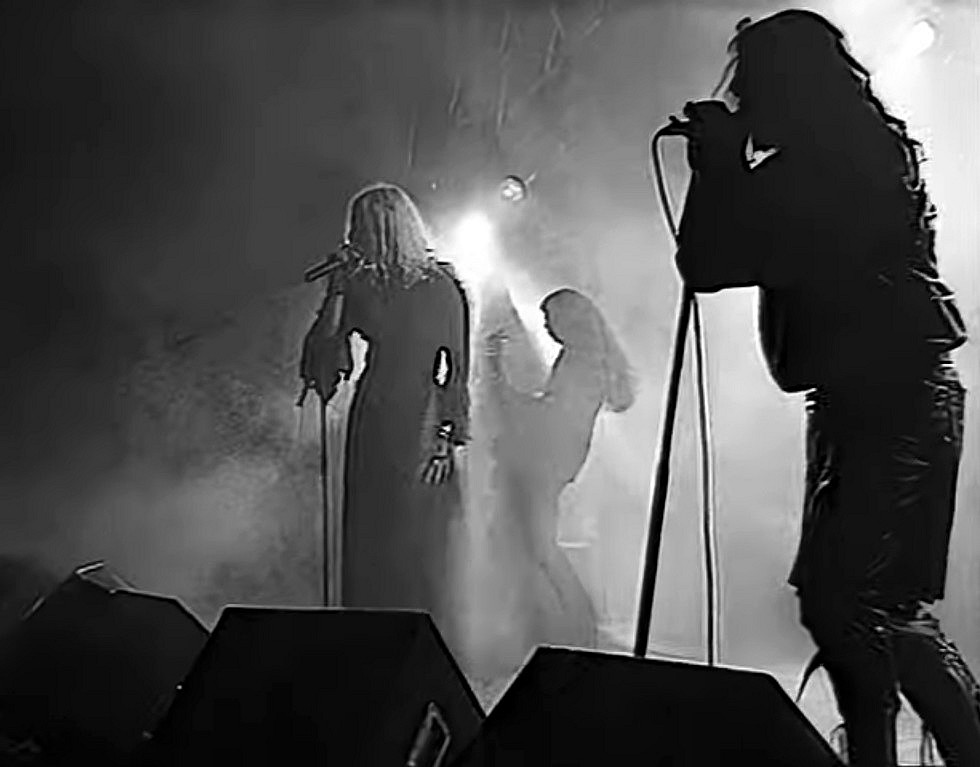
Einer der populärsten Repräsentanten des „The Beauty and the Beast“-Wechselgesangs, Theatre of Tragedy, beim Dynamo Festival 1998.

The Beauty and the Beast (englisch Die Schöne und das Biest) ist eine in der Metal-Szene und in der Schwarzen Szene gebräuchliche Bezeichnung für eine spezielle Form des Wechselgesangs.

## Begriff
In Teilen des Spektrums des Extreme Metal und des Metals der Musik der schwarzen Szene wird eine Gesangspaarung aus gutturalem Gesang und klar dargebrachten Frauengesang als „The Beauty and the Beast“-Wechselgesang bezeichnet. Die Bezeichnung nimmt Bezug auf das französische Volksmärchen La Belle et la Bête und dessen diverse Adaptionen. Dabei bezeichnen „Beast“ und „Beauty“ den Dualismus der unterschiedlichen Gesangsdarbietungen.
In anderen Musikbereichen, exemplarisch im Elektro-Umfeld der Schwarzen Szene bei Bands wie L’Âme Immortelle, finden ähnliche Gesangspaarungen statt, werden jedoch selten als „The Beauty and the Beast“-Gesang bezeichnet.

## Musikalische Formen
Der meist von Männern präsentierte guttural gesungene Teil des Beast (englisch Biest) wird vornehmlich als Growling dargeboten, kann jedoch auch Shouting oder Screaming beinhalten. Der Gesang der Beauty (englisch Schönheit) ist grundsätzlich klarer Frauengesang, kann dabei jedoch fragile, ätherische oder opernhafte Gesangsformen bezeichnen. Häufig wird ein Sopran- oder heller Heavenly-Voices-Gesang genutzt. Die beiden gegensätzlichen Stimmen werden meist in dialogischer Form genutzt. Zu den populärsten Beispielen werden die Gothic-Metal-Stücke Der Tanz der Schatten von Theatre of Tragedy und Evenfall von Tristania gerechnet.

## Geschichte

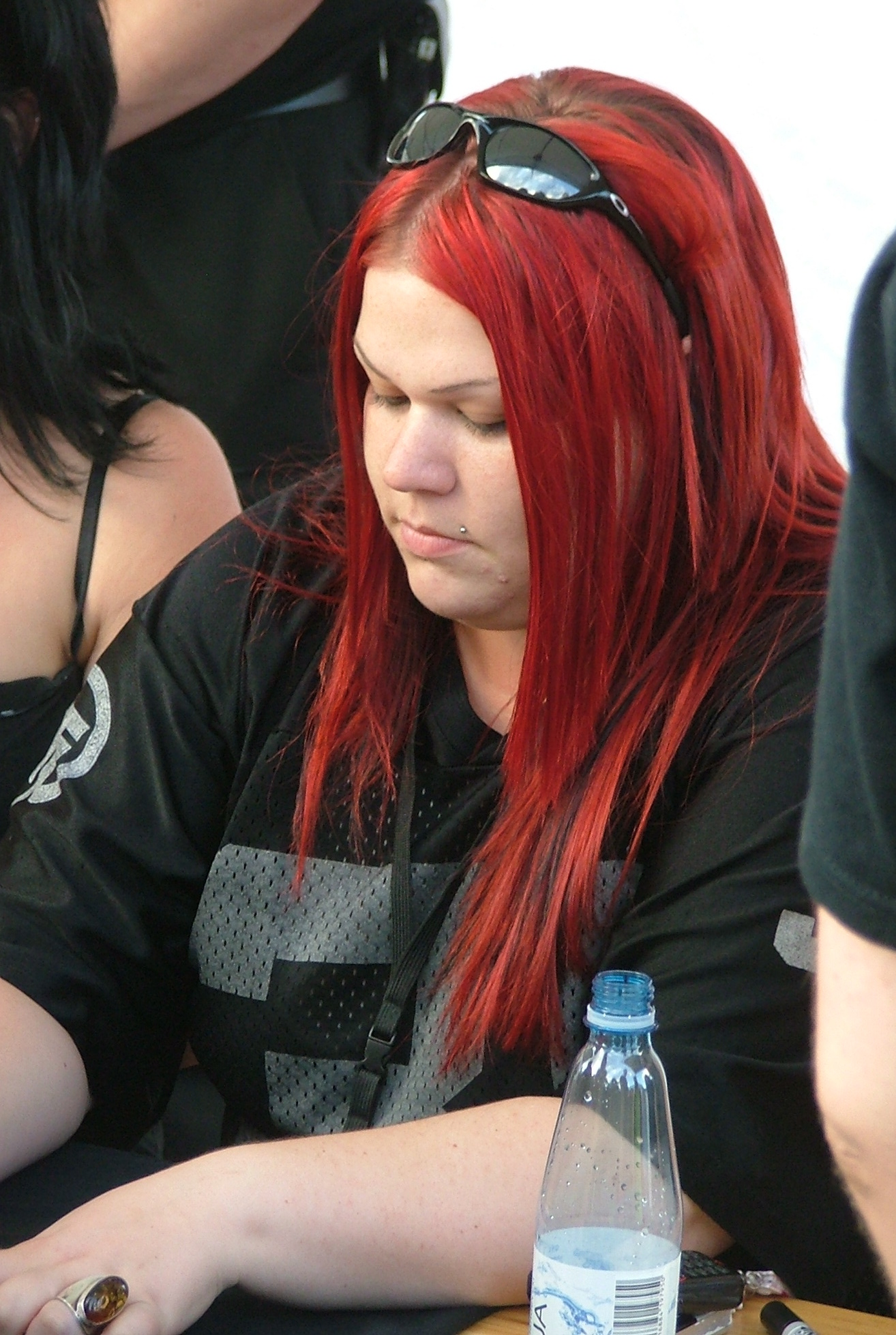
Sarah Jezebel Deva trat bei Bands wie Therion und Cradle of Filth als Konterpart zu den Sängern in Erscheinung

Insbesondere im Dark Metal, im Gothic Metal und Teilen des Symphonic Metal und Funeral Doom ist die Paarung gebräuchlich.
Bereits 1987 kombinierte die Schweizer Band Celtic Frost auf dem Album Into the Pandemonium ihren Extreme Metal mit der Stimme einer klassischen Sängerin. Diese Idee griffen Paradise Lost 1991 auf, als sie auf dem Album Gothic ihren schweren Death Doom mit klaren, weiblichen Gesangspassagen vereinten. Rückblickend wurden Decoryah als weiterer Pionier der Gesangsmethode beurteilt. Die Band sei ein früher Vertreter der Wechselgesang und mit der besonders ätherischen und symphonischen Ausrichtung sei die Gruppe näher an der Musik von Dead Can Dance und Fields of the Nephilim als an jener von My Dying Bride und Paradise Lost gewesen.
Im Jahr 1995 nutzen sowohl die Gothic-Metal-Band Theatre of Tragedy (Theatre of Tragedy) wie auch das dem Black Metal entsprungene Folk-Metal-Projekt Storm (Nordavind) und die Funeral-Doom-Pioniere Funeral (Tragedies) diese Kombination. In allen drei Bands waren die Sängerinnen, anders als bei den Interpreten vor ihnen, fester Bestandteil der Bandbesetzung. Überwiegend wurde der Wechselgesang nachkommend verengend mit Gothic Metal assoziiert, obwohl er sich nie auf ein Genre begrenzte und von Beginn an in einem breiteren Spektrum zu finden war.
In den späten 1990er Jahren traten weitere Bands auf, die die Gesangspaarung nutzten, darunter drei norwegische Bands die 1998 debütierten und aus deren Schaffen sich die Kombination als musikalisches Stereotyp der Schnittmenge von Metal und Schwarzer Szene festigte. Die Dark-Metal-Band Trail of Tears, die dem Gothic Metal zugerechnete Gruppe The Sins of Thy Beloved und die sich aus dem Gothic Metal in den Symphonic Metal entwickelnde Band Tristania. Tristania war dabei hinzukommend eine Gruppe, die sich durch die Verwendung von mehr als zwei Gesangsstilen hervortat.

## Bedeutung für die Geschlechterrollen in der Metal-Szene
Die seit den 1990er Jahren zunehmend populäre Konstellation mit besonders präsenter Sängerin wurde in sozialwissenschaften Auseinandersetzungen mit der Metal-Szene als Arbeit am Geschlechterverhältnisses oder -bildes in der auf Männlichkeit ausgerichteten Metal-Szene beurteilt.

„The duets of ‚beauty and the beast‘ symbolize a form of postgender play. What the future holds for metal is problematic.“

„Die ‚The Beauty and the Beast‘-Duette symbolisieren eine Form des Postgender-Spiels.“

Die Besetzung mit dem Fokus auf den Gesang der Frau wurde als Bruch mit den traditionellen Geschlechterrollen in der Szene thematisiert, jedoch mit Verweis auf die Ausgestaltung als Unterstreichen oder Überhöhen gesellschaftlich traditioneller Stereotype wahrgenommen. Die Frau nehme eine ungewohnt dominante Rolle im Bandgefüge ein und spreche damit ebenso eine weibliche Fangemeinschaft an. Allerdings treten Frauen in diesen Band überwiegen in der festgeschriebenen Rolle mit objektivierter Funktion in der Band auf.
In der auf Authentizität und Männlichkeit ausgerichteten Metal-Szene erfuhren Frauen in dieser Kombination sowie die Sängerinnen der Folgeerscheinung Symphonic Metal zunehmend sexistisch unterlegte Kritik. Dabei werden Sängerinnen als „Accessoire der Band“ wahrgenommen. Sängerinnern der Gesangspaarung sowie die oft alleinigen opernhaft singenden Sängerinnen des Symphonic Metal wurden mit einem despektierlichen, auch in das musikjournalistische Vokabular der Szene übergegangenen generalisierenden und objektivierenden, Terminus als „Trällerelse“ herabgewürdigt.